# Kerntal

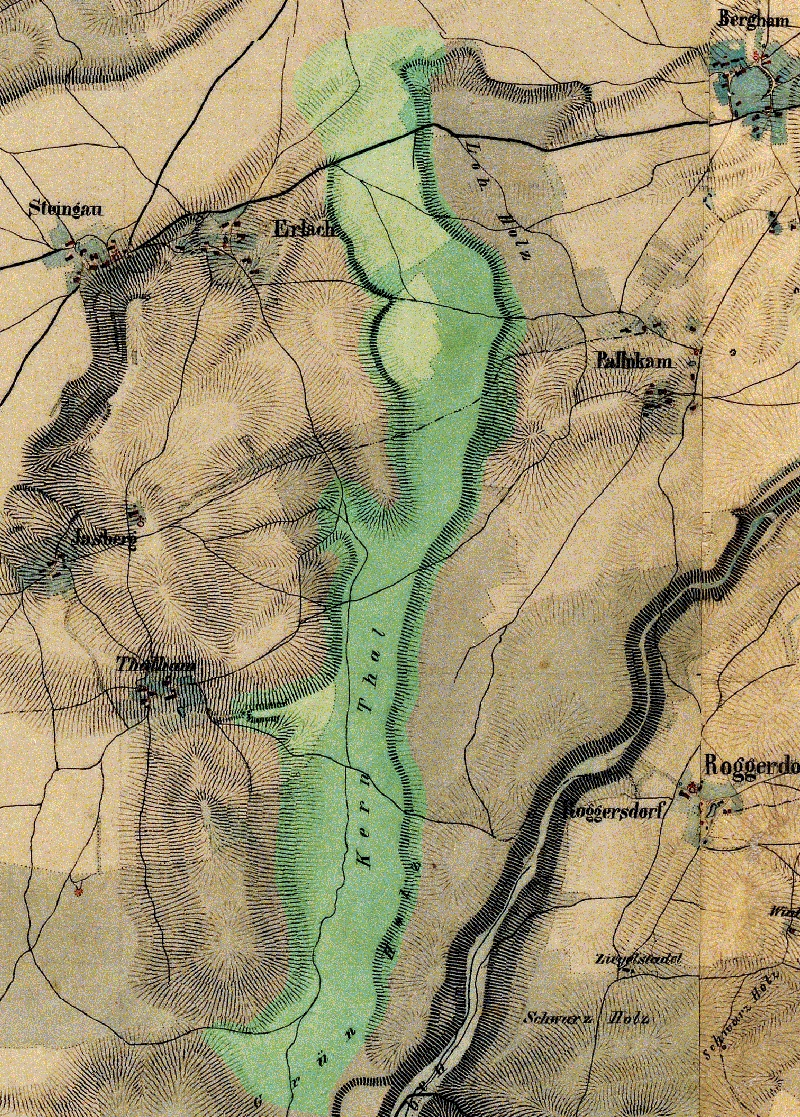
Verlauf auf einer Karte von 1875–77

Das Kerntal ist ein knapp sechs Kilometer langer und um die 15 Meter tiefer Geländeeinschnitt an der Grenze vom Landkreis Bad Tölz-Wolfratshausen zum Landkreis Miesbach.
Das Trockental reicht vom Teufelsgraben im Süden bis zum Weiler Erlach bei Steingau, etwa zwei Kilometer westlich von Otterfing. Westlich des Tals erhebt sich ein Moränenhügel mit der Ortschaft Jasberg.
Wie das Teufelstal entstand auch das Kerntal durch Schmelzwasser des Isar-Loisach-Gletschers am Ende der Würmeiszeit.
Auf der Landesvermessungskarte des Königreichs Bayern von 1877 ist das Tal als Kern Thal bezeichnet. Die Kernthalerstraße im Otterfinger Ortsteil Palnkam und der Dietramszeller Weiler Thalham weisen heute auf das Kerntal hin.
Die nördlichen 1500 Meter werden heute landwirtschaftlich genutzt, das übrige Tal ist bewaldet.

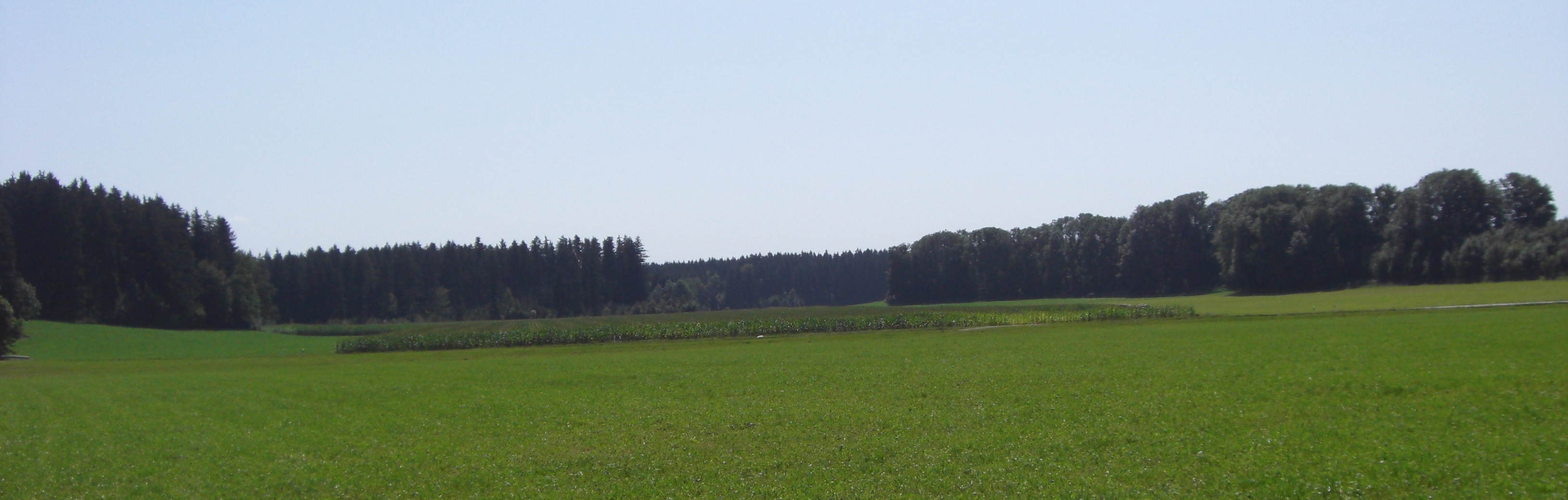
Blick von Norden